# Bataille de la mer Ligure
Seconde Guerre mondiale
Batailles
1940
- Vado
- Siège de Malte
- Club Run
- Convoi Espero
- Mers el-Kébir
- Punta Stilo
- Cap Spada
- Hurry
- Cap Passero
- MB.8
- Tarente
- Détroit d'Otrante
- White
- Cap Teulada

1941
- Excess
- Convoi AN 14
- Grog
- Abstention
- Baie de La Sude
- Cap Matapan
- Îles Kerkennah
- Crète
- Galite
- Substance
- Halberd
- Convoi Duisburg
- Cap Bon
- Syrte (1941)
- Rade d'Alexandrie

1942
- Syrte (1942)
- Calendar
- Bowery
- Albumen
- Harpoon
- Vigorous
- Pedestal
- Agreement
- Torch
- Stoneage
- Sabordage de la flotte française à Toulon
- Portcullis
- Banc de Skerki
- Olterra (navire auxiliaire)
- Raid sur Alger

1943
- Zouara
- Convoi de Cigno
- Convoi de Campobasso
- Corkscrew
- Husky
- Gela
- Scylla
- Pietracorbara
- Dodécanèse
  - Rhodes
  - Leros
  - Kos
- Convoi KMF-25A

1944
- Ist
- Raid sur Santorin
- Raid sur Symi
- Port-Cros
- La Ciotat
- Île de Pag

1945
Mer Ligure
- Convois alliés
  - convois de Malte
- Campagne des U-boote
- Campagne adriatique

La bataille de la mer de Ligurie est un engagement naval livré le 18 mars 1945 entre deux navires de la Royal Navy britanniques et trois navires allemands de la Kriegsmarine dans le golfe de Gênes pendant la Seconde Guerre mondiale. Une force de la Kriegsmarine, composée d'un destroyer et deux torpilleurs (restes de la Xe flottille allemande), est interceptée par 2 destroyers de classe L et M de la Royal Navy alors qu'elle mouillait des mines au large du nord-est de la Corse. Lors de l'engagement, le HMS Lookout et Meteor coulent deux navires allemands et endommagent le troisième (plus tard sabordé par son équipage). Il s'agit de la dernière bataille en surface menée par les Britanniques lors de la bataille de l'Atlantique et le dernier engagement naval majeur livré dans la mer Méditerranée du conflit.

## L'engagement
Une force de la Kriegsmarine, composée d'un destroyer et deux torpilleurs (TA24, 29 et 32, restes de la Xe flottille allemande), est interceptée par contact radar vers 3 heures le 18 mars 1945 par une patrouille de 2 destroyers de classe L et M de la Royal Navy alors qu'elle mouillait des mines à une vitesse de 20 nœuds (37 km/h) au large du nord-est de la Corse depuis le 17. Les deux navires britanniques faisaient partie de la 3e flottille de destroyers, qui comprenait par ailleurs deux destroyers français, le Basque ainsi que le Tempête. Le capitaine Morazzani, commandant le Tempête avait ordonné aux navires britanniques d'intercepter les intrus, et les deux destroyers français firent cap plus au sud-est, craignant que les Allemands menaient une opération de diversion et en profiteraient pour attaquer un convoi allié passant au large du Cap Corse. Une fois que Morazzani se fut aperçu que les navires allemands ne représentaient pas de menace pour le convoi, son navire était trop loin du champ de bataille pour venir porter soutien aux Britanniques.
Lors de l'engagement, le HMS Lookout et Meteor coulent deux navires allemands et endommagent le troisième, parvenu à s'échapper (le TA32, sabordé par son équipage dans le port de Gênes en Italie le 25 avril 1945). À 4 h 20, la bataille avait pris fin après que le TA29 eut été coulé, touché plus de 40 fois, résultant en la mort de 20 marins. 60 marins allemands au total ont été tués, dont 30 du TA24 en seulement 13 minutes. 244 survivants des TA24 et 29 ont été récupérés par les destroyers britanniques et faits prisonniers de guerre.